# 웹 오픈 폰트 형식
웹 오픈 폰트 포맷(Web Open Font Format, WOFF) 웹 페이지에서 사용할 수 있는 글꼴 포맷이다. 이것은 2009년에 개발되었으며 W3C 웹 폰트 작업 그룹에 의해 권장하는 웹 글꼴 형식으로 표준화가 진행 중이다.
2010년 4월 모질라 재단, 오페라 소프트웨어 및 마이크로소프트의 WOFF 표준화 제안에 따라 W3C는 그것이 곧 모든 브라우저에서 지원되는 "상호 운용 가능한 유일한 형식"이 될 것으로 기대한다고 논평하였다.

## 웹 브라우저 지원
WOFF는 많은 글꼴 제조사들의 지지를 받고 있으며, 다음과 같은 주요 웹 브라우저에서 지원하고 있다.
| 웹 브라우저          | 지원버전                 |
| -------------------- | ------------------------ |
| 파이어폭스           | 3.6 이상                 |
| 구글 크롬            | 6.0 이상                 |
| 인터넷 익스플로러    | 인터넷 익스플로러 9 이상 |
| 오페라 (웹 브라우저) | 11.10 이상               |
| 사파리 (웹 브라우저) | 5.1 이상                 |
| 웹킷 엔진            | WebKit build 528 이상    |

일부 웹 브라우저에서는 동일-출처 정책(영어: same-origin policy)을 강제하고 있으며, 이러한 웹 브라우저에서는 웹사이트의 도메인 외부에 존재하는 WOFF 폰트를 불러올 수 없다. 이는 CSS 3 초안 폰트모듈의 제약 중 하나이다.
일부 서버에서는 WOFF를 제공하기 위해 추가적인 MIME Type의 설정이 필요하다. 일반적으로 볼 수 있는 font/woff나 application/x-font-woff가 아니라, application/font-woff을 사용해야 한다.
WOFF 2.0은 구글 크롬 베타 36에서 지원되고 있다.

## 같이 보기
- 글꼴
- 트루타입
- 클리어타입
- 오픈타입